# Marie-Carole Ciuntu
Marie-Carole Ciuntu, née le 9 novembre 1964 dans le 12e arrondissement de Paris, est une femme politique française.

## Biographie
Marie-Carole Ciuntu est élue sénatrice le 24 septembre 2023 sur la liste Les Républicains dans le Val-de-Marne. Pour respecter les règles sur le cumul des mandats, elle renonce alors à la mairie de Sucy-en-Brie (restant cependant conseillère municipale) et à la vice-présidence de la région Île-de-France.